# Euploea salinator
Euploea salinator är en fjärilsart som beskrevs av Hans Fruhstorfer 1904. Euploea salinator ingår i släktet Euploea och familjen praktfjärilar. Inga underarter finns listade i Catalogue of Life.